# Rabka-Zdrój
Rabka-Zdrój, do 1999 (dzisiaj potocznie) Rabka – miasto w województwie małopolskim, w powiecie nowotarskim, siedziba gminy Rabka-Zdrój. Położona jest w Kotlinie Rabczańskiej, na wysokości 500–560 m n.p.m., u ujścia potoków Poniczanki, Słonki i Skomielnianki do Raby.

## Historia

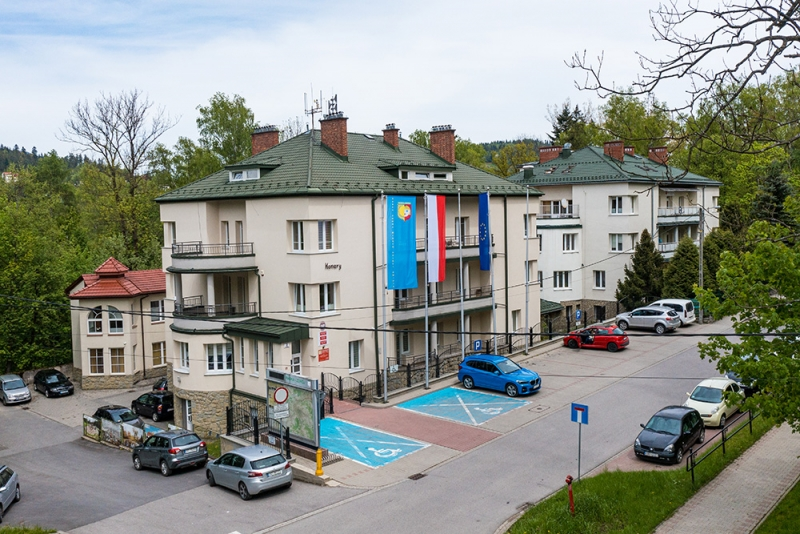
Urząd Miejski w Rabce-Zdroju – Willa Konary

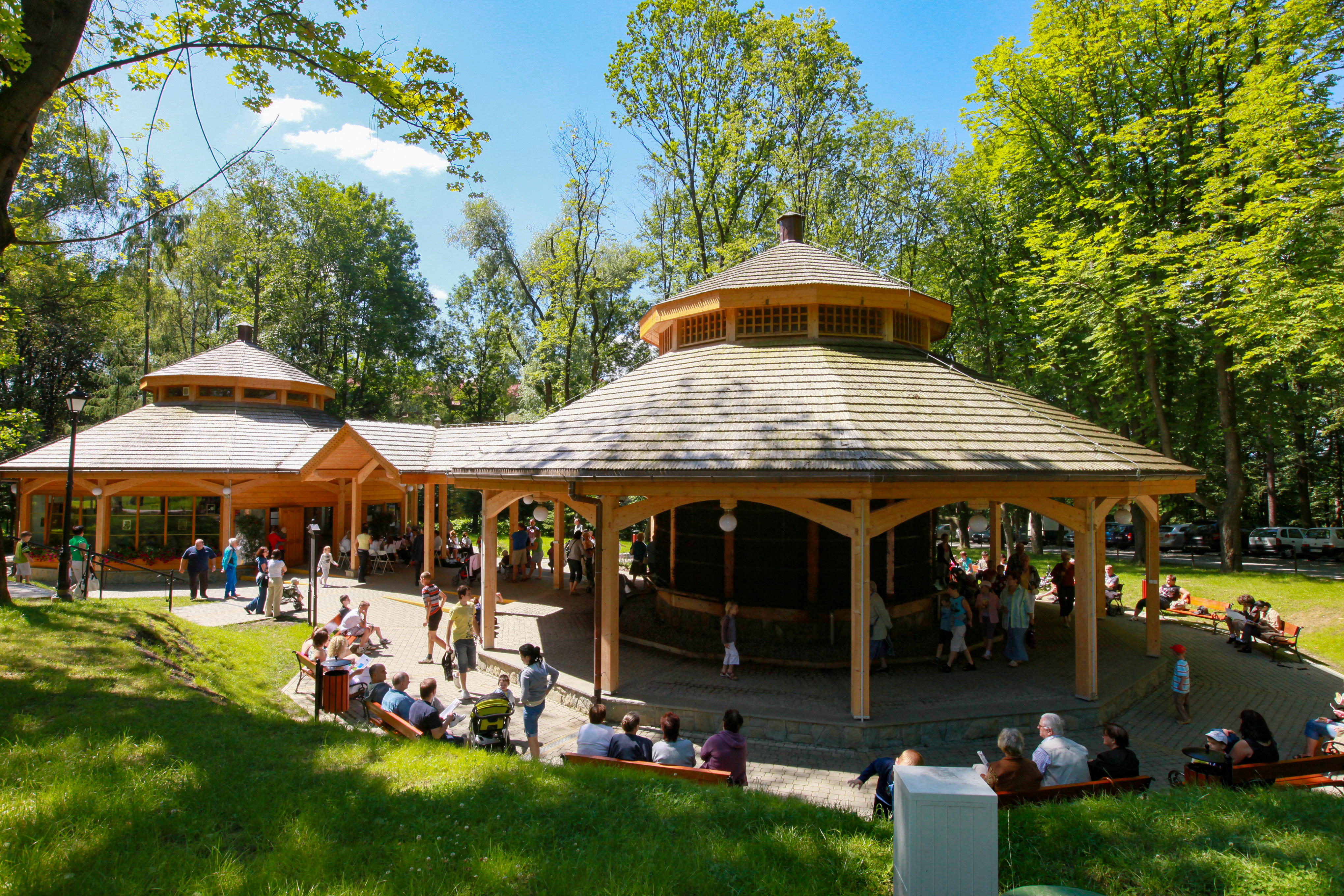
Tężnia Solankowa w Rabce-Zdroju

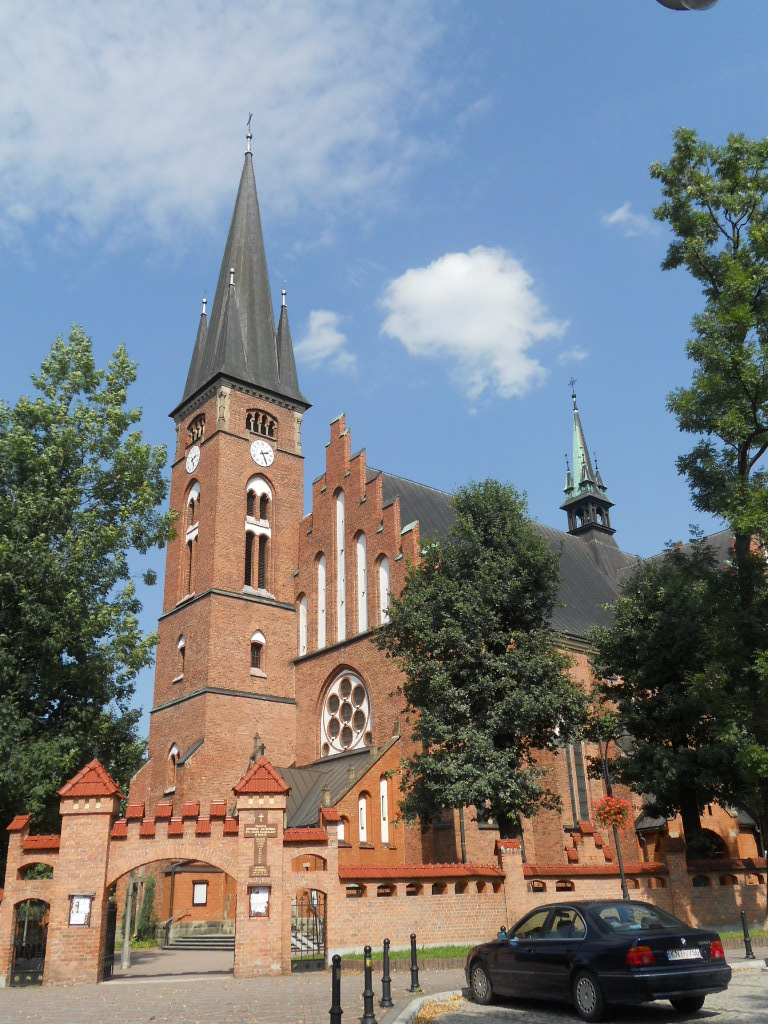
Kościół św. Marii Magdaleny

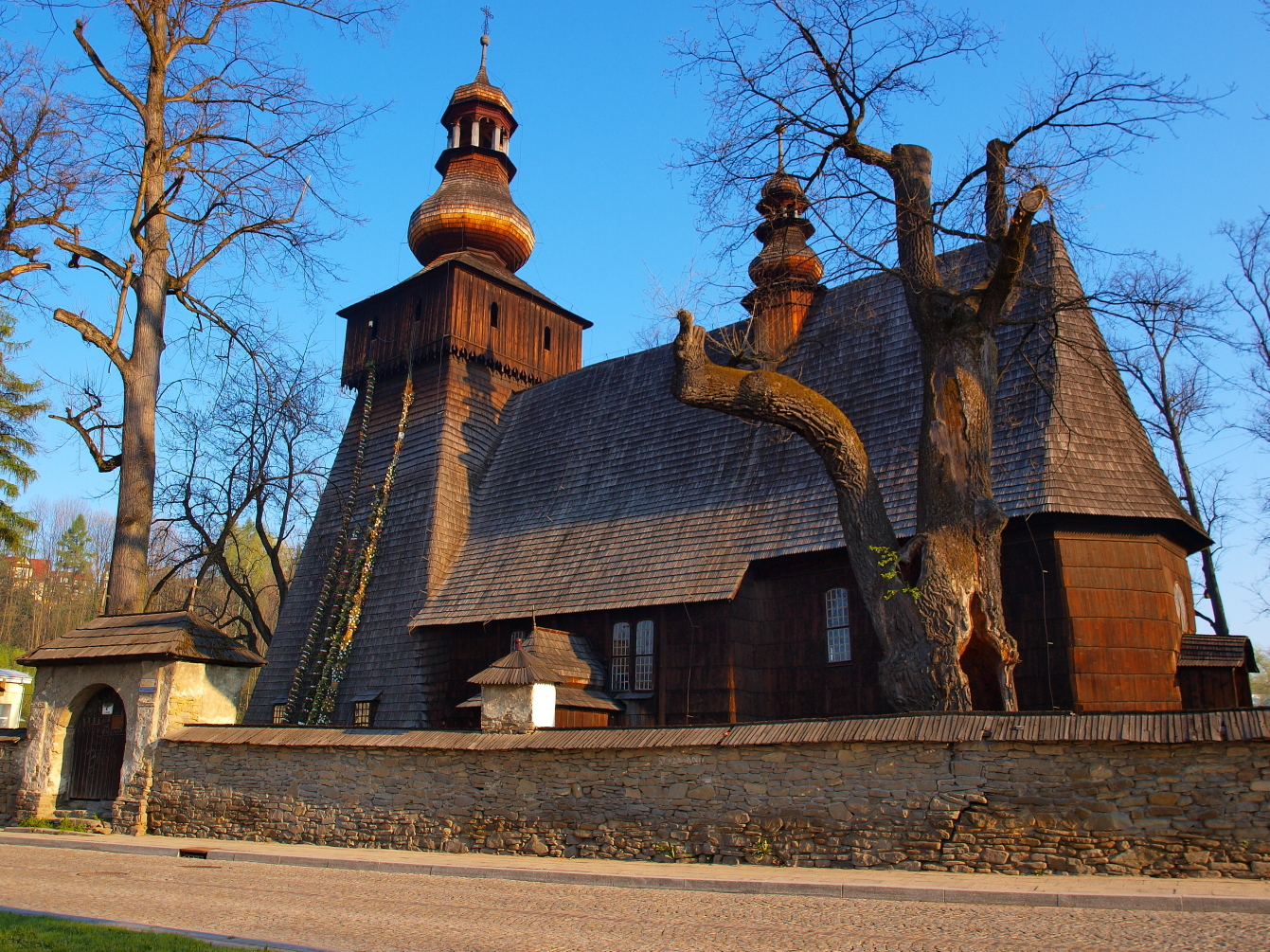
Muzeum im. Władysława Orkana

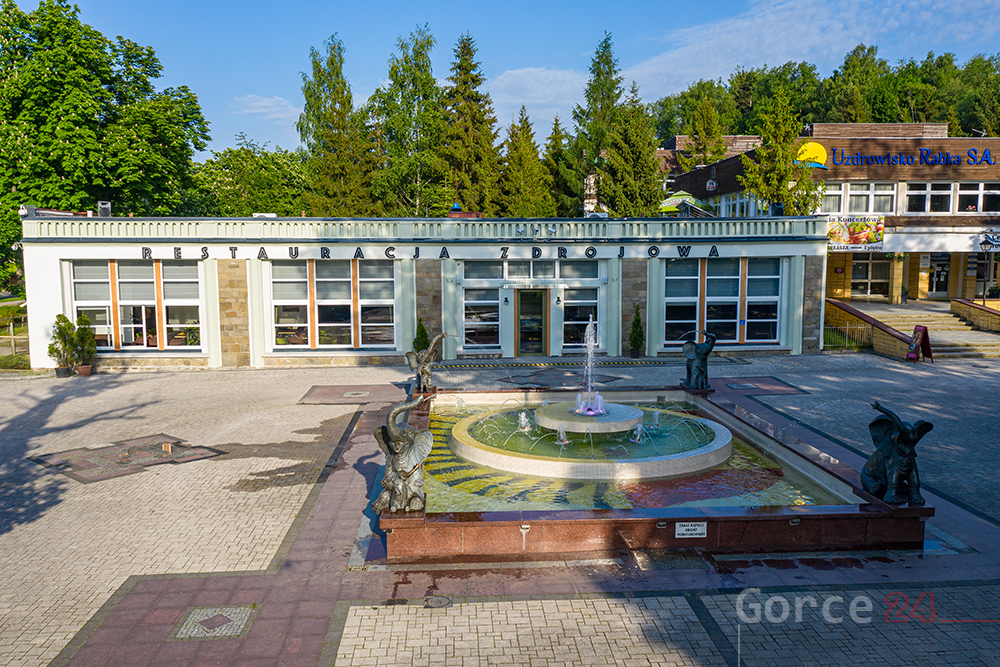
Restauracja Zdrojowa w Rabce-Zdroju oraz Fontanna ze Słoniami

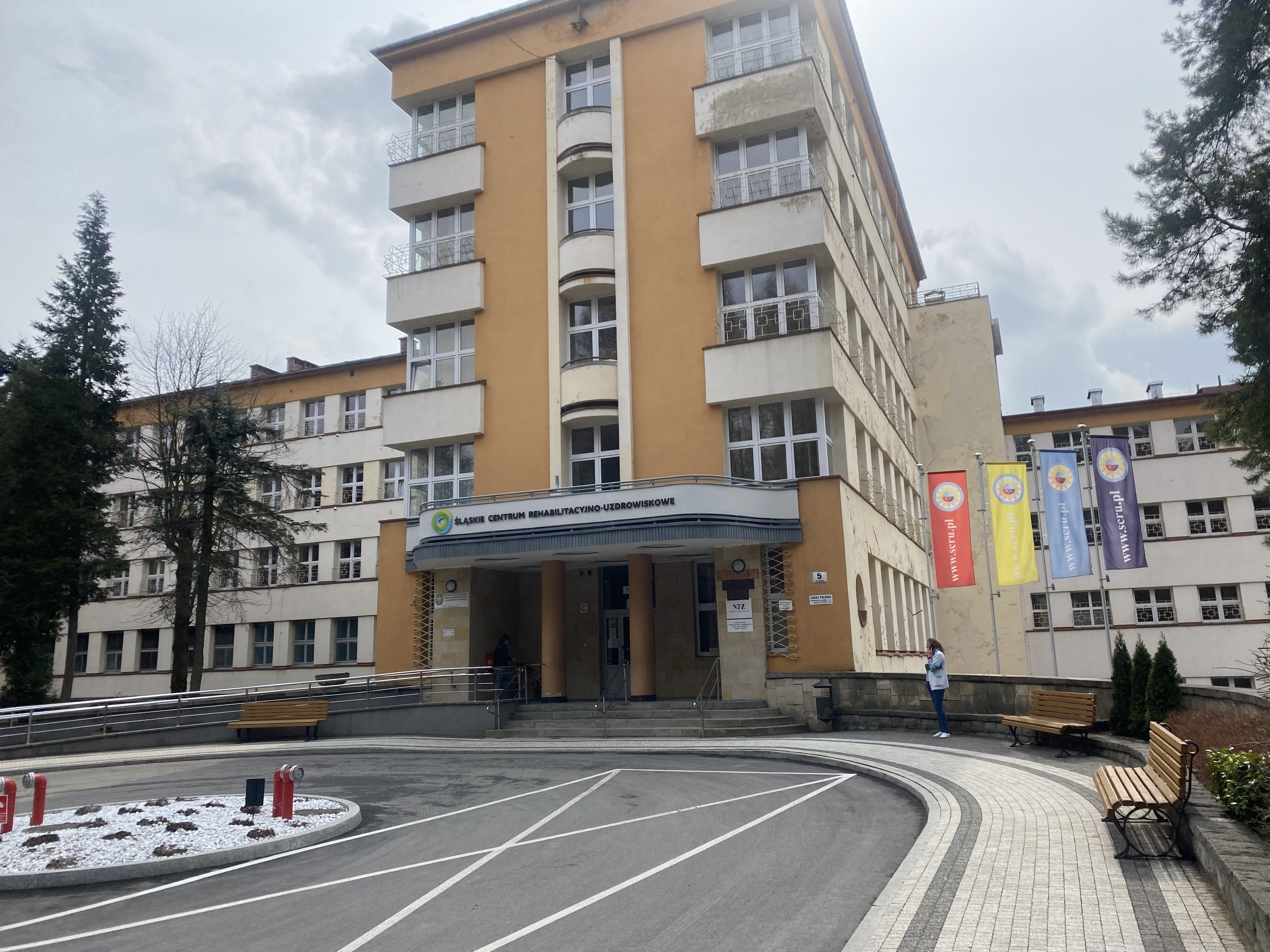
Śląskie Centrum Rehabilitacyjno-Uzdrowiskowe w Rabce-Zdroju

Nazwę po raz pierwszy wymienia, powołując się na dokument Bolesława Wstydliwego z 1254 roku, Jan Długosz w formie Sal in Rabschyca, co wskazywałoby, że już wówczas rabczańskie solanki były znane i prawdopodobnie wykorzystywane dla potrzeb klasztoru cystersów, na terenie dóbr których Rabka leżała.
W 1595 roku wieś położona w powiecie szczyrzyckim województwa krakowskiego była własnością kasztelanowej krakowskiej Anny z Sieniawskich Jordanowej.
Jak wspominał w 1860 roku Eugeniusz Janota w Przewodniku w wycieczkach na Babią Górę, do Tatr i Pienin „Na wschód od téj wsi ku wiosce Słoném zwanéj, leżącéj nad potokiem Słonką jest sześć źródeł wody słonéj, jodowobromowéj żelezistéj, od niepamiętnych czasów od górali Beskidowych na gubienie woli używanéj, lecz za doniesieniem jakiegoś lekarza 1813 roku z rozkazu rządu kamieniami zawalonych i strzeżonych, by wody nie brano. Z nazwy jednego z tych źródeł (na polu dworskiém) na szybisku wnosić wypada, że tu kiedyś były kopalnie, niezawodnie soli”.
W wyniku badań przeprowadzonych w 1858 roku przez krakowskiego chemika Adolfa Aleksandrowicza i lekarza Fryderyka Skobla stwierdzono, że miejscowe solanki są jednymi z najsilniejszych solanek jodowo-bromowych w Europie. Jak zanotował we wspomnianym przewodniku E. Janota „ciepłota tych źródeł wynosi + 12 °C., ciężar gatunkowy niejednakowy; funt wody jednego źródła okazał 126.41, drugiego 177.6 ziarn pierwiastków leczniczych (chloru, jodu i bromu, węglanów alkalowych, żelaza i trochę wapna, prócz kwasu węglowego).” Pierwszy zakład kąpielowo-leczniczy powstał w 1864 roku, a osiem lat później otwarto zakład leczenia dzieci. Specyficzny mikroklimat spowodował, że Rabka szybko rozwijała się, zwłaszcza jako uzdrowisko dziecięce.
Podczas okupacji hitlerowskiej, w 1941 roku Niemcy utworzyli getto dla żydowskich mieszkańców. Przebywało w nim około 650 Żydów. W sierpniu 1942 roku zostali wywiezieni do obozu zagłady w Bełżcu a część do getta w Nowym Targu.
Pod okupacją niemiecką działała szkoła policji bezpieczeństwa i SD, która kształciła także pewną liczbę polskich policjantów. 29 stycznia 1945 roku miasto zostało zajęte przez jednostki 38 Armii 4 Frontu Ukraińskiego. Poległo ok. 300 żołnierzy radzieckich, ku czci których w 1945 roku odsłonięto pomnik w Parku Zdrojowym.
Po II wojnie światowej był to obok Zakopanego ważny ośrodek leczenia gruźlicy. Kiedy przestała być ona uważana za chorobę społeczną, sanatoria (z największymi: Instytutem Matki i Dziecka z Warszawy oraz Śląskim Ośrodkiem Rehabilitacji Dzieci im. W. Pstrowskiego, obecnie im. Szebesty) stały się placówkami leczenia głównie astmy oskrzelowej i schorzeń górnych dróg oddechowych.
Kilka miesięcy po zakończeniu II wojny światowej na przełomie czerwca i lipca 1945 roku w willach położonych obok siebie: Juras, Stasin i Niemen Tymczasowy Komitet Pomocy dla Ludności Żydowskiej w Krakowie umieścił około setki dzieci żydowskich ocalałych z Holocaustu oraz 250 dorosłych osób. Wywołało to niechęć niektórych mieszkańców Rabki, w tym członków utworzonej w Prywatnym Gimnazjum Sanatoryjnym Męskim dr J. Wieczorkowskiego drużyny harcerskiej, która była przykrywką kilkunastoosobowej komórki Ruchu Oporu Armii Krajowej (ROAK). Grupa ta, z inspiracji szkolnego katechety ks. Józefa Hojoła, dokonała trzech zbrojnych napadów na dzieci, ostrzeliwując budynki z broni krótkiej i automatycznej, wrzucając do środka granat, a nawet używając panzerfausta (12, 19 i 26/27 sierpnia 1945 roku). Podczas tych ataków nikt nie zginął, ale spowodowały one podjęcie decyzji o likwidacji ośrodka od dnia 28 sierpnia 1945 roku. Wydarzenia te zaliczane są do serii ataków antysemickich ze strony ludności polskiej na ocalałych z wojny Żydów, których apogeum stanowił pogrom kielecki 4 lipca 1946 roku, i który spowodował masowy exodus polskich Żydów. Prawa miejskie Rabka uzyskała w 1953 roku.
W latach 1975–1998 w woj. nowosądeckim.

## Współczesność

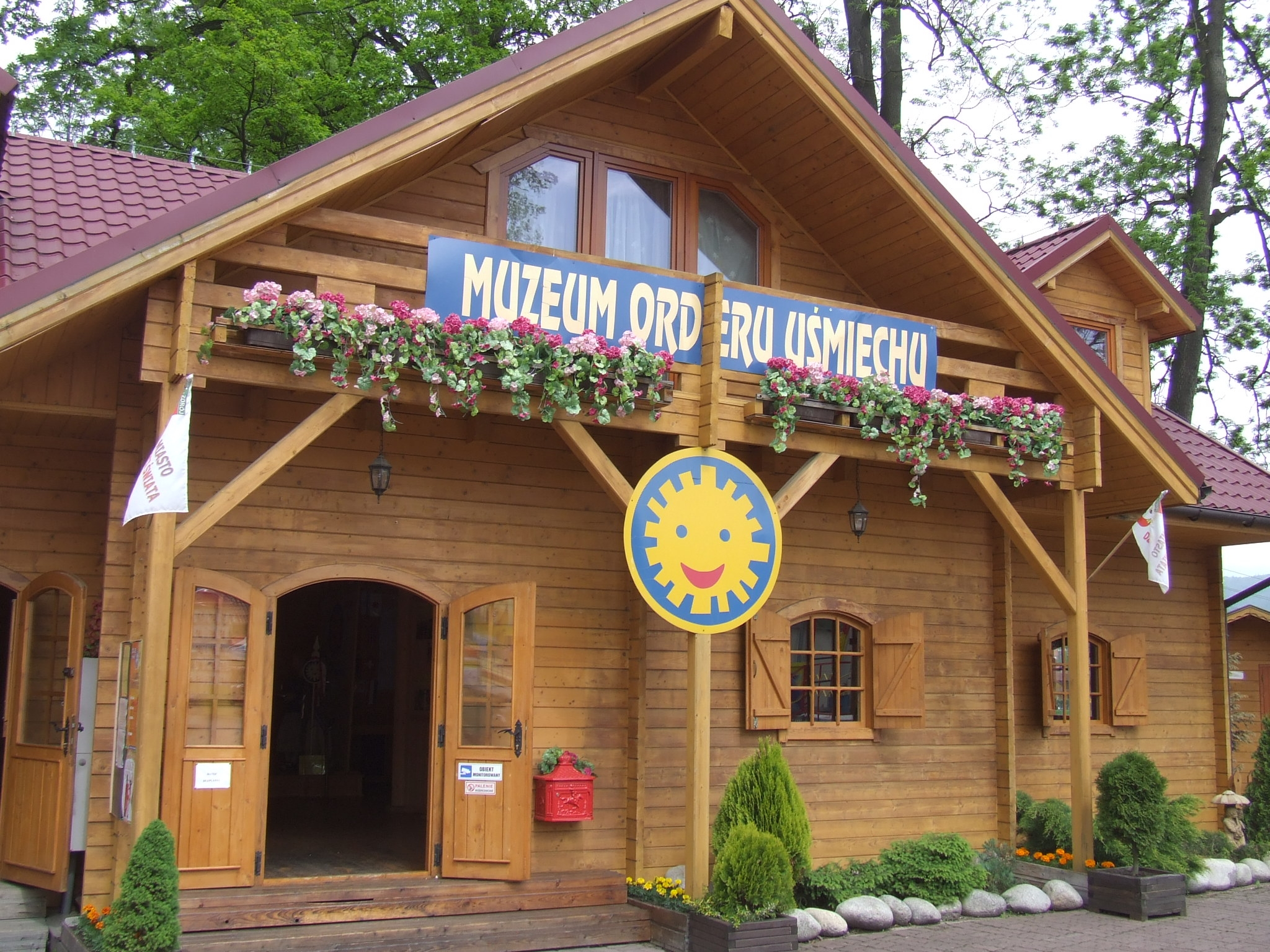
„Rabkoland” - Muzeum Orderu Uśmiechu

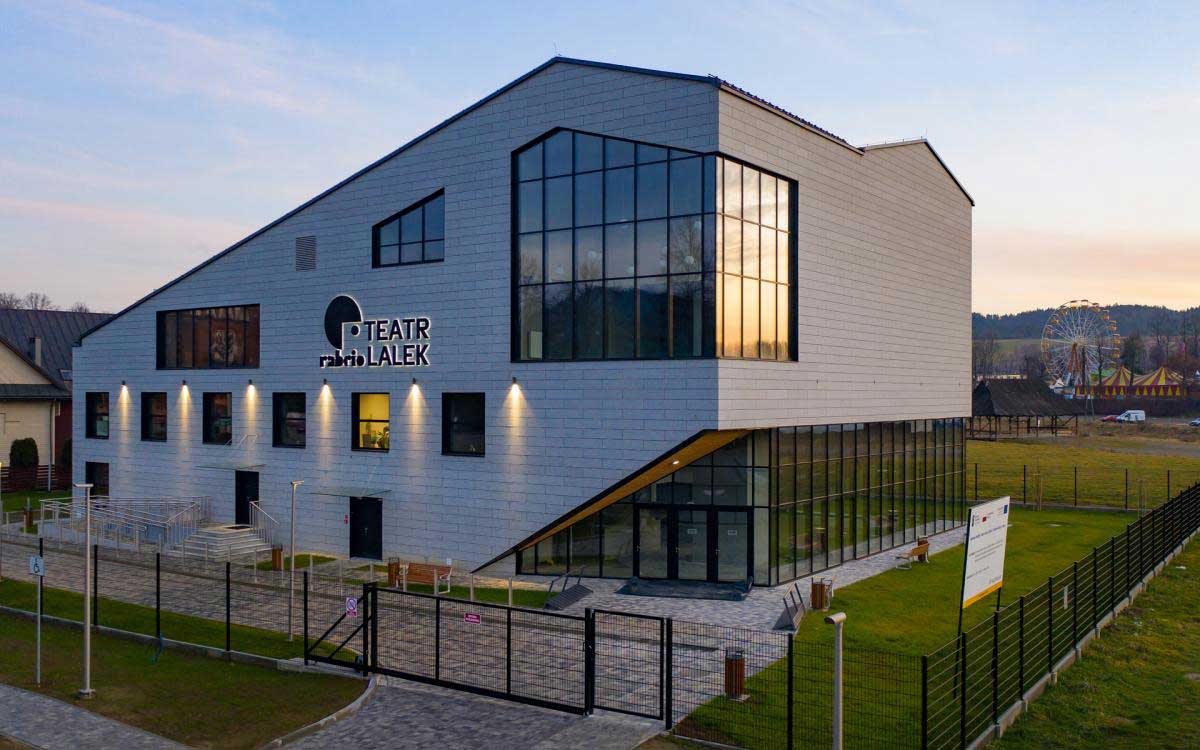
Teatr Lalek Rabcio

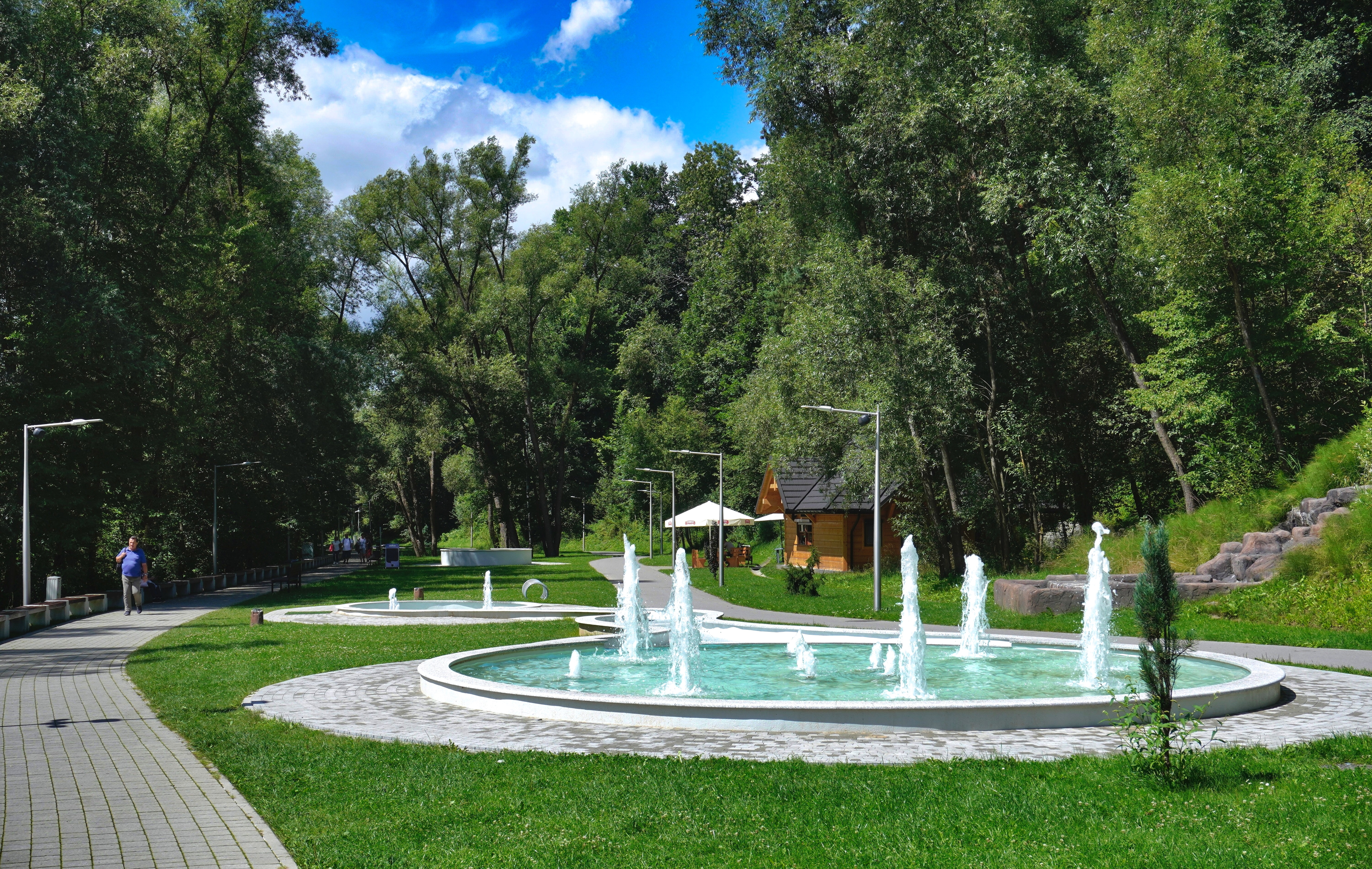
Bulwary nad Poniczanką

Rabka nazywana jest „Miastem Dzieci Świata”. Tytuł ten w 1996 roku na wniosek Międzynarodowej Kapituły Orderu Uśmiechu nadał miastu wojewoda małopolski. W tym samym roku utworzono w Szkole Podstawowej nr 2 w Rabce Muzeum Orderu Uśmiechu, obecnie przeniesione do nowej siedziby na terenie parku rozrywki dla dzieci „Rabkoland”.
Rabka ma własną scenę teatralną, jest nią Teatr Lalek „Rabcio”, a także pomnik Świętego Mikołaja stojący przed zabytkowym budynkiem nieczynnej już stacji kolejowej, nazwanej wówczas Domem Świętego Mikołaja. Obecnie budynek kolejowy służy Miejskiej Bibliotece.
W latach 1984–1994 w wilii „Chorążówka” (dziś nieistniejącej) przy ul. Nowy Świat Ruch Wiara i Światło prowadził dom wakacyjny dla dzieci i młodzieży z niepełnosprawnością intelektualną.
Od 1985 r. w Rabce jest organizowany Konkurs Recytatorski im. Antoniny Zachary–Wnękowej. Biorący w nim udział uczniowie szkół muszą zaprezentować dwa utwory poetów związanych z Podhalem, w tym jeden owej poetki.
W 1995 r. powstała Szkoła dla Dzieci Niewidomych i Słabowidzących im. św. Tereski w Rabce-Zdroju, będąca filią Zakładu dla Niewidomych w Laskach pod Warszawą.
W 1999 r. nazwa miasta została zmieniona z Rabki na Rabkę-Zdrój co podkreśliło uzdrowiskowy charakter miejscowości.
W parku zdrojowym znajduje się pomnik Jana Pawła II, przy którym ma początek jeden ze szlaków papieskich.
Od 2003 roku w Rabce-Zdroju prężnie funkcjonuje Młodzieżowa Rada Miejska w Rabce-Zdroju, która czynnie włącza się w gminne wydarzenia.
Jedną z atrakcji miasta jest uruchomiona 21 listopada 2006 fontanna przed Kawiarnią Zdrojową oraz uruchomione w czerwcu 2009 tężnie solankowe w Parku Zdrojowym.
Od 2014 roku w Rabce-Zdroju odbywa się Międzynarodowy Festiwal Literatury Dziecięcej.
W 2018 r. odsłonięto w parku Zdrojowym ławeczkę poetki Antoniny Zachary-Wnękowej z jej figurą naturalnej wielkości.
Zanieczyszczenie powietrza: Położenie geograficzne utrudnia wentylację miasta, przez co spowija je smog, szczególnie w sezonie grzewczym. Rabka znajduje się w czołówce rankingu polskich miast z najbardziej zanieczyszczonym powietrzem.

## Burmistrzowie Rabki od 1990 r.
Źródło:
Witold Wnęk – 1990–1994
Jan Wieczorkowski – 1994–1998
Eligiusz Myśliwy – 1998–2002
Antoni Rapacz – 2002–2006
Ewa Przybyło – 2006–2018
Leszek Świder – 2018–

## Demografia
Piramida wieku mieszkańców Rabki-Zdroju w 2014 roku:
|  |

## Etnografia
Niektórzy badacze okolicznych mieszkańców określają jako „Lud rabczański”, nieco różniący się od innych grup góralskich. Ze względu na położenie Kotliny Rabczańskiej (ścieranie się ważnych szlaków handlowych i migracyjnych) miejsce to stanowiło ośrodek krzyżowania się wpływów różnych grup góralskich, w tym Zagórzan, Podhalan, Kliszczaków czy Babiogórców a nawet Orawian. Pierwotnie ziemię rabczańską zamieszkiwała grupa górali zwanych Kliszczakami, lecz obecnie na Rabkę-Zdrój duży wpływ ma kultura Górali Podhalańskich (dotyczy to szczególnie stroju). Spora grupa osób uważa, że jest to północna podgrupa Podhalan.

## Transport
Przez zachodnie krańce Rabki-Zdroju (Zabornię) przebiega droga ekspresowa S7 (będąca częścią trasy międzynarodowej E77). Oprócz tego w Rabce początek ma droga krajowa nr 47 a północnymi dzielnicami biegnie droga krajowa nr 28.
Ponadto przez Rabkę-Zdrój przebiega linia kolejowa nr 104 (Chabówka – Nowy Sącz). W mieście znajduje się przystanek kolejowy oraz nieczynna stacja Rabka Zaryte. Na przystanku Rabka Zdrój zatrzymują się i zmieniają kierunek jazdy pociągi regio łączące Kraków, Katowice i Zakopane oraz pociągi pospieszne łączące Gdynię z Zakopanem. Ponadto na obu stacjach zatrzymują się pociągi retro kursujące w kierunku Mszany Dolnej i Nowego Sącza.

## Zabytki i inne atrakcje

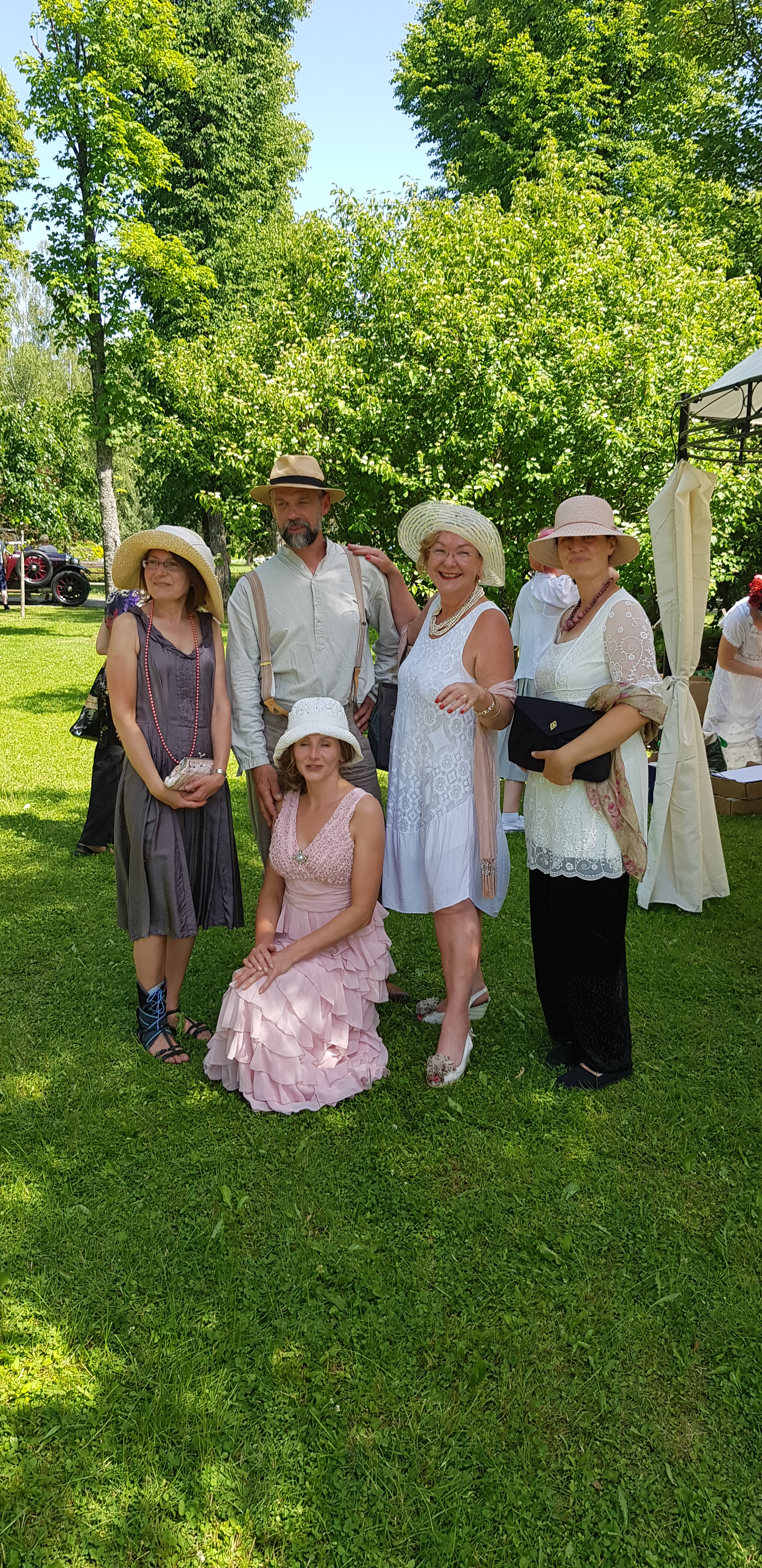
Piknik stowarzyszenia Dawnej Rabki Czar

Zabytki i inne atrakcje na terenie miasta:
- drewniany kościół (1606, 1744–1778), obecnie siedziba Muzeum im. Władysława Orkana
- modrzewiowa organistówka z 1860 pełniąca funkcje hotelowe
- Kapliczka św. Floriana (XIX w.)
- Kościół św. Teresy i kapliczka zdrojowa z 1928 r.
- Stary cmentarz
- Państwowy Teatr Lalek „Rabcio”
- Muzeum Orderu Uśmiechu
- Muzeum Rekordów i Osobliwości
- Pozostałości zespołu dworskiego (XVIII w.).
- Kościół parafialny pw. św. Marii Magdaleny z początku XX w.
- Park rozrywki „Rabkoland”[24]
- wiele cennych eksponatów kultury zagórzańskiej i wołoskiej (w tym szałasy wołoskie) znajduje się w prywatnym Muzeum Gorczańskim Jana Fudali – Muzeum Górali i Zbójników[25]
- Stowarzyszenie Dawnej Rabki Czar organizuje imprezy kulturalne, bale i pokazy w stylu XIX w.

## Oświata
- Szkoła Podstawowa Nr 1 im. Obrońców Poczty Polskiej w Gdańsku w Rabce-Zdroju
- Szkoła Podstawowa Nr 2 im. Władysława Orkana w Rabce-Zdroju
- Szkoła Podstawowa Nr 3 im. Adama Mickiewicz w Rabce-Zdroju
- Szkoła Podstawowa Nr 4 im. Jana Kochanowskiego w Rabce-Zdroju
- Katolicka Szkoła Podstawowa im. Najświętszej Rodziny z Nazaretu w Rabce-Zdroju[26]
- I Liceum Ogólnokształcące im. Eugeniusza Romera w Rabce-Zdroju
- Zespół Szkół Uzdrowiskowych w Rabce-Zdroju[27]
- Zespół Szkół im. ks. prof. Józefa Tischnera w Rabce-Zdroju[28][29] – szkoła założona w 1991 r.; wywodzi się ze Studium Nauczycielskiego.

## Uzdrowisko
Od ponad stu lat miejscowość znana jest jako uzdrowisko. Wykorzystuje się walory klimatyczne oraz wody lecznicze do leczenia schorzeń układu oddechowego i krążenia, głównie u dzieci. Uzdrowisko dysponuje 9 ujęciami wód głębinowych (o głębokości do 1200 m), głównie solanek z grupy jodkowo-chlorkowo-sodowo-bromkowych. Pierwsze ujęcie wykonano w 1858 r. Temperatura wód dochodzi do 30 °C. W czerwcu 2009 r. uruchomiono, w miejsce spalonej w czasie II wojny tężni, nową tężnię o kształcie cylindrycznym.
Przedsiębiorstwo Uzdrowisko Rabka dysponuje zakładem przyrodoleczniczym, czterema sanatoriami i czterema szpitalami uzdrowiskowymi, z których trzy przeznaczone są dla dzieci. Ponadto w miejscowości funkcjonują wspomniane wcześniej sanatorium dziecięce Górnośląski Ośrodek Rehabilitacji Dzieci im. dr. A. Szebesty, oddział terenowy Instytutu Gruźlicy i Chorób Płuc oraz liczne domy wczasowe.
Ważnym uzupełnieniem uzdrowiska jest park zdrojowy, objęty programem rewitalizacji na lata 2007–2013.

## Turystyka
Z Rabki prowadzą szlaki piesze i rowerowe na okoliczne szczyty Gorców (Turbacz), Beskidu Wyspowego (Luboń Wielki) i Pasma Babiogórskiego (Babią Górę). Czerwony szlak z Turbacza przez Rabkę na Babią Górę jest częścią Głównego Szlaku Beskidzkiego.
Szlaki turystyczne
 – Główny Szlak Beskidzki im. Kazimierza Sosnowskiego. Do Rabki prowadzi on od wschodu z Jordanowa przez Skawę oraz podnóża Birtalowej i Zbójeckiej Góry. Z Rabki kieruje się w Gorce, gdzie przez Maciejową i Stare Wierchy wyprowadza na Turbacz.
 – szlak długodystansowy prowadzący z Łopusznej do Brzeźnicy. Do Rabki prowadzi od zachodu z Turbacza przez Koninki i Olszówkę. Z Rabki poprzez przełęcz pomiędzy Banią, a Grzebieniem oraz Rabkę-Zaryte wyprowadza na Luboń Wielki.
 – krótki szlak łączący centrum miejscowości ze szczytem Lubonia Wielkiego
 – nie jest to szlak biegnący przez centrum miejscowości, a jedynie przez Rabkę-Zaryte. Prowadzi on ze Starych Wierchów przez Olszówkę, a wyprowadza na Luboń Wielki. Szlak ten biegnie m.in. Percią Borkowskiego.
 – zaczynający się w Rabce szlak prowadzący na Krzywoń, Piątkową Górę i Rabską Górę do Raby Wyżnej.
 – krótki szlak łącznikowy pomiędzy Rabką-Słone a Głównym Szlakiem Beskidzkim.

## Wspólnoty wyznaniowe
- Kościół rzymskokatolicki:
  - parafia św. Marii Magdaleny[32]
  - parafia Matki Bożej Częstochowskiej[33]
  - parafia św. Teresy od Dzieciątka Jezus[34]
- Kościół Chrześcijan Baptystów:
  - zbór w Rabce-Zdroju[35]
- Świadkowie Jehowy:
  - zbór Rabka (Sala Królestwa Nowy Targ)[36][37]

## Honorowi Obywatele Miasta
Źródło: Urząd Miejski Rabka-Zdrój
Za wybitne i trwałe zasługi dla rozwoju i promocji oraz pracę na rzecz społeczności Miasta Rabka-Zdrój tytułem „Honorowego Obywatela Miasta Rabka-Zdrój” zostali wyróżnieni:
- Jerzy Kolecki (2008) – artysta, grafik, scenograf, autor rabczańskiego herbu.
- Julian Kawalec (2008) – prozaik, publicysta, poeta, przez kilkadziesiąt lat związany był z Rabką.
- ks. Józef Kapcia (2011) – wieloletni proboszcz parafii św. Teresy od Dzieciątka Jezus w Rabce-Zdroju.
- Anna Olszyńska (2012) – działaczka społeczna i samorządowa, założycielka i wieloletni Prezes Polskiego Komitetu Pomocy Społecznej w Rabce-Zdroju, członek honorowy Sejmiku Wojewódzkiego w Krakowie.
- dr n.med. Jerzy Żebrak (2014) – twórca Oddziału Terenowego Instytutu Matki i Dziecka, a potem Oddział Instytutu Gruźlicy i Chorób Płuc przy Dziecięcym Ośrodku Sanatoryjno-Prewentoryjnym w Rabce, specjalista w dziedzinie pediatrii i leczeniu mukowiscydozy.
- Joanna Pałka (2016) – działaczka społeczna, twórczyni i dyrektor Medycznego Studium Zawodowego, założycielka Stowarzyszenia Rabczański Uniwersytet Trzeciego Wieku.

## Współpraca międzynarodowa
Miasta i gminy partnerskie:
- Murrhardt (od 2009)
- Château-Gontier (od 2009)
- Frome (od 2009)
- Kiskunfélegyháza (od 2013)

## Przypisy

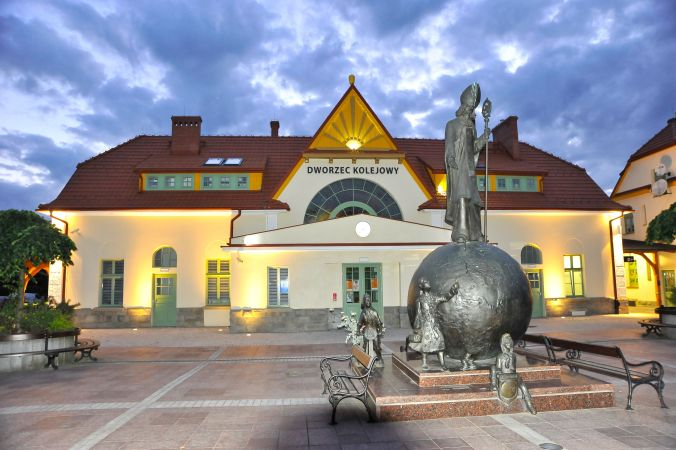
Pomnik Świętego Mikołaja

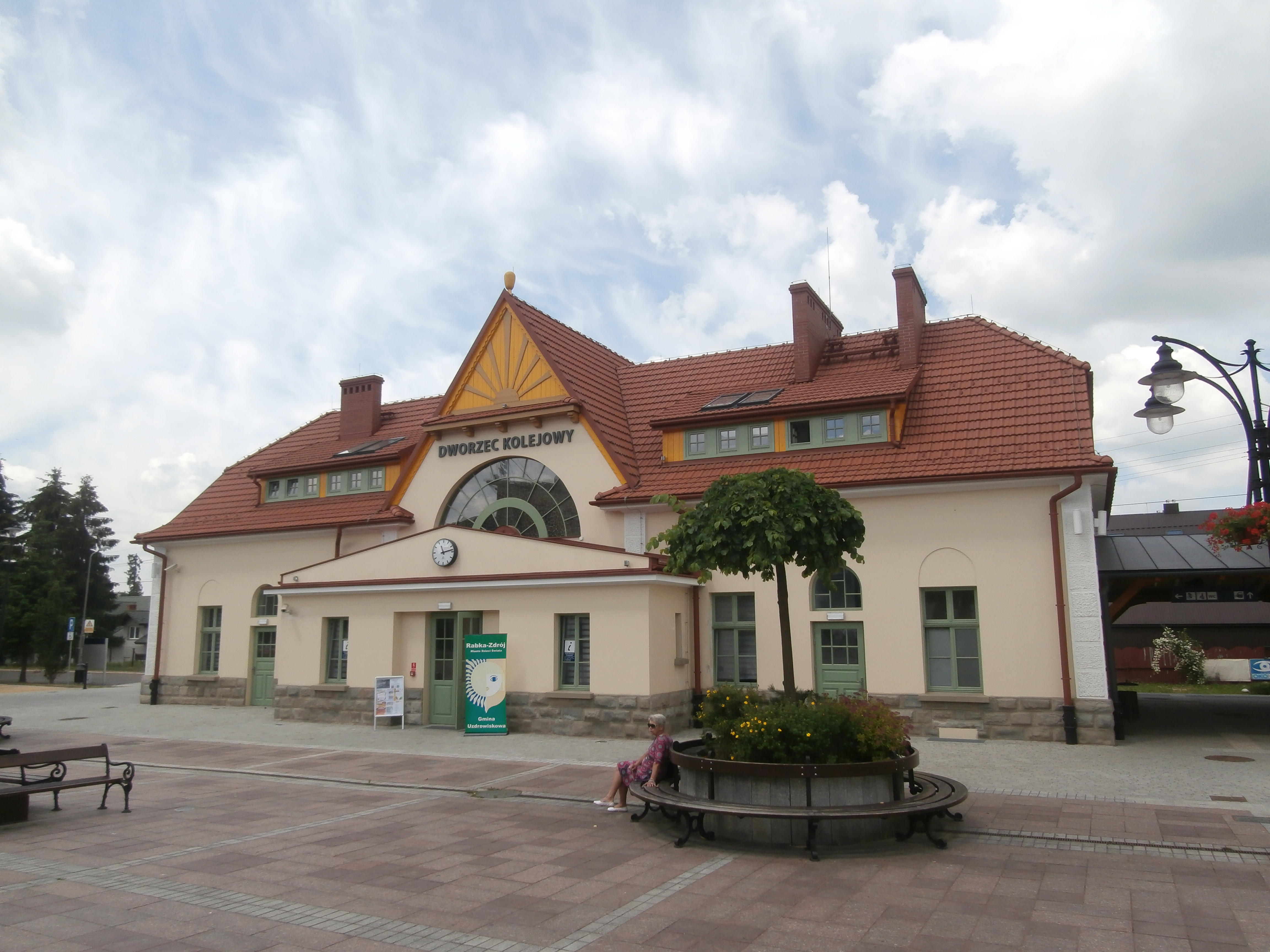
Dworzec kolejowy Rabka-Zdrój